# Макропод
Макропо́д (Macropodus) — рід риб підродини макроподових, родини осфронемових.
Назва походить від грецьких слів μακρός (макрос = «великий», «довгий») і ποδός (подос = «нога», «ступня»); стосується довгих черевних плавців цих риб.

## Опис
Риби мають гнучке, яйцеподібне за формою, стиснуте з боків тіло. Спинний і анальний плавці довгі, загострені на кінцях, передні промені черевних плавців подовжені. Зяброві кришки із зубчиками.
Як і інші представники родини осфренемових, макроподи мають лабіринтовий орган, який дозволяє їм використовувати для дихання атмосферне повітря.
Макроподи мають привабливе забарвлення; особливо гарними бувають самці в період нересту.

## Види
Рід містить дев'ять видів, поширених у водоймах Азії:
- Macropodus baviensis  Nguyễn & Nguyễn, 2005 — Макропод бавійський; В'єтнам, провінція Ханой;
- Macropodus erythropterus  Freyhof & Herder, 2002 — Макропод червоноперий; максимальна стандартна (без хвостового плавця) довжина 6,5 см; В'єтнам, провінція Куангбінь;
- Macropodus hongkongensis  Freyhof & Herder, 2002 — Макропод гонконзький; максимальна стандартна довжина 6,0 см; Китай (Гонконг, провінції Фуцзянь, Гуандун);
- Macropodus lineatus  Nguyễn, Ngô & Nguyễn, 2005 — В'єтнам, провінція Куангбінь;
- Macropodus ocellatus  Cantor, 1842 — Макропод круглохвостий; максимальна довжина 8 см; Північно-Східний Китай, Корея, сусідні райони Росії в басейні Амуру, Японія;
- Macropodus oligolepis  Nguyễn, Ngô & Nguyễn, 2005 — В'єтнам, провінція Куангбінь;
- Macropodus opercularis  (Linnaeus, 1758) — Макропод звичайний (райська рибка); максимальна довжина 11 см; Китай (на південь від басейну Янцзи, включаючи острови Хайнань і Тайвань), Японія (острів Окінава), Лаос, Північний В'єтнам;
- Macropodus phongnhaensis  Ngô, Nguyễn & Nguyễn, 2005 — Макропод фонгнянський; В'єтнам, провінція Куангбінь;
- Macropodus spechti  Schreitmüller, 1936 — Макропод чорний; максимальна довжина 12 см; В'єтнам.

## Таксономія
До 1800 року було описано лише три види лабіринтових риб, серед яких був і звичайний макропод, відомий тоді під назвою Labrus opercularis Linnaeus, 1758, а ще вид Chaetodon chinensis Bloch, 1790. Останній довгий час помилково вважався круглохвостим макроподом (тепер це Macropodus ocellatus Cantor, 1842) й лише 1990 року був визнаний синонімом звичайного макропода Macropodus opercularis (Linnaeus, 1758). 1801 року Ласепед у третьому томі своєї Histoire naturelle des poissions створив 3 нових роди лабіринтових риб: Osphronemus, Trichopodus і Macropodus. До складу роду Macropodus він включив лише один вид Macropodus viridis-auratus Lacepède, 1801; тепер це ще один молодший синонім Macropodus opercularis (Linnaeus, 1758). Ласепед описав свого Macropodus viridis-auratus, базуючись на чотирьох невеличких зображеннях, він інколи не бачив оригінального зразка цієї риби. Невідомо, чому він не визнав першого опису цього виду, зробленого Ліннеєм.
Тривалий час були відомі тільки 3 види макроподів: звичайний макропод M. opercularis (Linnaeus, 1758), круглохвостий (китайський) макропод M. ocellatus Cantor, 1842 та чорний макропод M. spechti Schreitmüller, 1936, раніше відомий як Macropodus concolor Ahl, 1937. З їх систематикою існували певні проблеми й плутанина, пов'язана з неправильною ідентифікацією окремих видів, неадекватністю вибірки та обмеженістю морфометричних і меристичних даних. Так до 1932 року M. opercularis мав 14 синонімів, а M. ocellatus — 6 синонімів; останній і досі в Китаї та на Тайвані відомий в науковій літературі під назвою M. chinensis Bloch, 1790, молодшим синонімом першого з цих видів. Вид M. spechti, хоча й мав лише два синоніми, існували номенклатурні суперечності, які були вирішені лише 2006 року, коли комісія ICZN постановила, що пріоритетною видовою назвою чорного макропода (англ. Black Paradise Fish) є Macropodus spechti Schreitmüller, 1936; пропозиція затвердити у цій якості її молодший синонім Macropodus concolor Ahl, 1937 не була підтримана.
2002 року німецькі іхтіологи Йорг Фрейгоф (нім. Jörg Freyhof) і Фабіан Гердер (нім. Fabian Herder) переглянули таксономію роду й додатково описали 2 нових види: M. erythropterus Freyhof & Herder, 2002 і M. hongkongensis Freyhof & Herder, 2002. 2005 року в'єтнамські вчені додали ще 4 нових види макроподів: M. baviensis, M. lineatus, M. ocellatus і M. phongnhaensis.
2008 року Том Вінстенлі (англ. Tom Winstanley) і Кендал Клементс (англ. Kendall D. Clements) дослідили 100 зразків п'яти відомих видів макроподів (M. opercularis, M. ocellatus, M. spechti, M. erythropterus і M. hongkongensis) і зробили детальний аналіз їх морфометричних ознак (значення вимірювань, підрахунки, ознаки забарвлення) з використанням статистичних методів. Результати показали, що на основі цих даних можна чітко відрізнити від інших видів лише M. ocellatus, а інші чотири види можна розрізнити тільки на основі забарвлення. Пара видів M. spechti і M. erythropterus виявила дуже близькі ознаки, що не дозволило авторам об'єктивно розділити ці види між собою; вони запропонували розглядати їх як один вид.
Незважаючи на нові відкриття, потрібні ще додаткові дослідження. Пропозиція об'єднання M. spechti і M. erythropterus в один вид уважається передчасною. Описи M. baviensis, M. lineatus, M. ocellatus і M. phongnhaensis зроблені в'єтнамською мовою, тому нелегко визначити їх основні пункти, цілком можливими є помилки перекладу з цієї екзотичної мови. При перегляді наявних та отриманні додаткових даних цілком може бути, що M. phongnhaensis є синонімом M. erythropterus, а M. baviensis синонімом M. opercularis.
2004 року у В'єтнамі були описані ще два макроподи з провінції Куангнам: Macropodus tramiensis H.D. Nguyễn & V.H. Nguyễn, 2004 і Macropodus yeni H.D. Nguyễn & V.H. Nguyễn, 2004. Але, можливо, обидві ці назви є лише синонімами M. spechti.

## Родинні зв'язки
Рід Macropodus належить до родини осфронемових (Osphronemidae), разом із родами Pseudosphromenus, Parosphromenus, Trichopsis, Malpulutta і Betta він утворює монофілетичну підродину макроподових (Macropodusinae). Дослідження мітохондріальних та ядерних ДНК засвідчили поділ підродини на дві основні клади: Macropodus + Pseudosphromenus + Malpulutta і Trichopsis + Parosphromenus + Betta. Крім того, монофілетична клада Macropodus виступає як сестринська до клади Pseudosphromenus + Malpulutta. Серед макроподових рід Macropodus вирізняється оригінальною будовою ікринок і за цією ознакою протистоїть решті родів (Pseudosphromenus, Malpulutta, Trichopsis, Parosphromenus і Betta). Ікра у макроподів спливає до поверхні, тоді як у інших макроподових тоне.

## Поширення
Макроподи поширені на більшій частині Східної та частково Південно-Східної Азії, від Кореї і басейну Амуру на півночі до південного В'єтнаму на півдні.
Водяться на мілководді. Наявність додаткового органу дихання дозволяє цим рибам існувати у бідних на кисень водоймах, зокрема на рисових полях або іригаційних каналах.
Найбільшу територію поширення має M. opercularis, у різних районах він зустрічається симпатрично із багатьма іншими видами.
Через обмежений ареал M. hongkongensis перебуває під загрозою зникнення.

## Розмноження
Під час нересту самець будує на поверхні води гніздо з піни; до нього риби відкладають ікру. Ікру відкладають під гніздом, порційно, у перервах між окремими спаровуваннями самець збирає ікринки до гнізда. Ікринки мають жирову оболонку й спливають до поверхні води. Загалом нерест триває декілька годин. Самець доглядає за потомством.
Інкубаційний період триває 2-3 доби, після чого з ікри вилуплюються личинки, які поки що залишаються у гнізді. Ще за 3-4 доби личинки вичерпують запаси свого жовткового мішка, перетворюються на мальків і переходять до самостійного життя, починають вільно плавати й харчуватися.

## Утримання в акваріумі
Ще 1869 року звичайний макропод або, як його тоді називали, райська рибка був завезений до Європи із Китаю. Якщо не враховувати золотих рибок, він став першою справді тропічною акваріумною рибкою. Фантастичний вигляд райської рибки спровокував сумніви, чи може така різнобарвна риба та ще з пишними плавцями реально існувати в дикій природі. Через те, що як і золота рибка, райська рибка походить із Китаю, припускали, що це форма, штучно виведена китайцями.
Макроподи належать до невибагливих і витривалих риб, що рекомендуються навіть початківцям. Їх можна тримати в акваріумах без обігріву.
Ці риби доволі агресивні, тому мало підходять до спільного акваріума. Не в останню чергу через свій характер, макроподи поступово поступилися місцем в акваріумах іншим видам і тепер зустрічаються не часто.
Крім звичайного макропода, в акваріумах ще іноді тримають чорного та круглохвостого (китайського) макроподів. Останній більше підходить для утримування у відкритих садових ставках, може там і зимувати.